# Nicklas Lidström
Nicklas Lidström (Västerås, 28 aprile 1970) è un ex hockeista su ghiaccio svedese che ha militato nella NHL, vestendo la maglia dei Detroit Red Wings. Nella sua ventennale carriera in NHL, ha vestito solo la maglia della squadra di Detroit.

## Carriera

### Club
Nel 1989 è scelto come 53ª scelta del draft NHL dai Detroit Red Wings: viene però spedito a pattinare per il Västerås IK dell'Elitserien, poiché considerato troppo inesperto per la NHL. Nella massima federazione nordamericana approda nella stagione 1991-1992: nella sua prima stagione da rookie segna 60 punti per i Red Wings, secondo soltanto a Pavel Bure. Da allora non ha più abbandonato la maglia della squadra del Michigan, con la quale milita tuttora. Si è distinto sempre per la sua qualità di fortissimo difensore, capace di risollevare solo le sorti della squadra e di guidarla con grande personalità. Infatti dopo essere stato uno dei capitani alternativi di Steve Yzerman per molti anni, e dopo che la leggenda dei Red Wings ha appeso i pattini al chiodo nel 2006, Lidström è diventato il capitano della squadra.
Molti esperti credono che il segreto delle sue grandissime qualità siano la sua grande resistenza, l'abilità nel pattinare, il suo grande controllo del disco e soprattutto il saper leggere le partite. Lidström è un ottimo difensore anche per il fatto che preferisce rubare il disco, piuttosto che intervenire con un check pericoloso per fermare l'avversario come fanno la maggior parte dei difensori. È talmente potente da essere considerato non solo uno dei 5 difensori più forti della NHL, ma addirittura di ogni tempo. Ha vinto infatti il Trofeo Norris (trofeo per il migliore difensore NHL della stagione) per ben 6 volte, nel 2001, 2002, 2003, 2006, 2007 e 2008; vincendolo per 3 volte consecutivamente (per ben 2 volte) è diventato il secondo difensore nella storia della NHL a riuscirci, dopo Bobby Orr. Ha vinto anche il Trofeo Conn Smythe nel 2002. È stato inoltre inserito nell'NHL All-Rookie Team del 1992, nell'NHL First All-Star Team 1998, 1999, 2000, 2001, 2002, 2003 e 2006 ed ha partecipato a ben 8 NHL All-Star Game (1996, 1998, 1999, 2000, 2001, 2002, 2003, 2004).
Durante la stagione 2003-2004 ha giocato la sua millesima partita in stagioni regolari della NHL, avendo mancato solo 17 partite in 12 stagioni. Nella stagione 2005-2006 ha conosciuto la sua migliore prestazione, mettendo a referto 16 gol e 64 assist, per un totale di 80 punti (migliore prestazione di sempre per un difensore della franchigia di Detroit). Nella stagione 2007-2008 mette a referto ben 70 punti in regular season. Nei play-off gioca alla grande, contribuendo con 13 punti e raggiungendo la finale NHL 2008, vinta contro Pittsburgh. Nicklas Lidström, dopo la partita è quindi il primo ad alzare la coppa, la sua quarta Stanley Cup, ed entra nella storia come il primo europeo ad alzare la coppa al cielo da capitano. Con la maglia dei Detroit Red Wings si è aggiudicato il titolo NHL 4 volte, vincendo la Stanley Cup nel 1997, 1998, 2002 e 2008.
(Dichiarazioni del dopo gara che ha visto Detroit aggiudicarsi la Stanley Cup 2008)
Il 26 dicembre 2007 ha firmato un contratto che lo lega ai Detroit Red Wings fino alla stagione NHL 2009-2010. Durante la regular season 2008-2009, contribuisce con 16 goal e 43 assist, per un totale di 59 punti. La stagione successiva non è eccellente per i Red Wings, che si fermano alle semifinali di Conference, ma Nicklas riesce comunque ad aggiudicarsi un importante traguardo personale: spacca il muro dei 1'000 punti in NHL (concluderà la stagione a quota 1046 punti), diventando il secondo svedese della storia a riuscirci, dietro solo a Mats Sundin (1349 punti) e davanti a Daniel Alfredsson (992 punti). Nel corso dei playoffs 2010, piazza il suo 172º punto nella post-season NHL, che lo rende il miglior marcatore svedese della storia dei playoffs NHL (175 punti, davanti a Peter Forsberg fermo a quota 171).
Dopo la stagione, pensando al ritiro, Lidström decide di firmare un contratto di un anno con i Red Wings il 1º giugno 2010. Il nuovo contratto gli porterà nelle tasche poco più di sei milioni di dollari americani. Il 31 maggio 2012 Lidström annuncia il suo ritiro dall'NHL dopo venti stagioni tutte passate con i Detroit Red Wings. È considerato uno dei più grandi giocatori della storia di questo sport, e molti esperti lo annoverano tra i più forti difensori di tutti i tempi. Il 6 marzo 2014 i Detroit Red Wings hanno ufficialmente ritirato il suo numero di maglia (numero 5).

### Nazionale
Con la Svezia si è aggiudicato, ancora giovanissimo, i mondiali del 1991. Ai XX Giochi olimpici invernali di Torino, è stato eletto nell'All-Star Team del torneo ed ha segnato il goal decisivo della finale vinta contro la Finlandia per 3-2, vincendo la medaglia d'oro: è diventato così, il 17º membro ad entrare a far parte del Triple Gold Club.
Convocato dalla nazionale svedese di hockey su ghiaccio per le Olimpiadi di Vancouver, Nicklas Lidström chiude definitivamente, da capitano, la sua carriera olimpica dopo la sconfitta della Svezia contro la Slovacchia.

## Vita privata
Nicklas risiedeva in uno dei sobborghi di Detroit, con sua moglie e i suoi quattro figli, durante tutta la stagione regolare e i play-offs NHL; a campionato concluso invece, tornava in patria, in Svezia, fino all'inizio della stagione seguente. Fra i suoi hobby spiccano il golf, il tennis e i viaggi in barca, mentre durante la sua gioventù giocò a calcio a livello agonistico.